# Zona Paolo Sarpi
La zona Paolo Sarpi (detto anche quartiere Sarpi in riferimento all'omonima via), è un quartiere appartenente al Municipio 1 di Milano e al NIL n. 69 "Sarpi".
Era noto in passato come il Borgo degli Ortolani (originariamente, in dialetto milanese, il nome era  Borgh di Ortolan oppure anche Borgh di scigulatt  cioè "borgo dei produttori di cipolle").

## Borgo degli Ortolani
Da alcuni secoli, fino a metà Ottocento, il Borgo degli Ortolani era un borgo lineare sorto, appena all'esterno delle mura spagnole di Milano, tra Porta Tenaglia e l'attuale Arco della Pace, ai due lati e intorno alla antica strada (le odierne vie Luigi Canonica e Piero della Francesca) diretta a nord ovest verso la Cagnola, dove si biforcava nelle due strade per Gallarate e Varese; si era poi esteso anche sull'asse dell'attuale via Paolo Sarpi, nella direzione di Porta Volta. 
Originariamente era una zona agricola, ben irrigata, coltivata ad ortaglie che fornivano le verdure alla città. I cittadini avevano la comodità di trovarle appena al di fuori delle mura spagnole e del dazio, ma qualche volta gli ortolani esageravano con i prezzi o trattavano male i clienti, forti della loro posizione privilegiata, dato che nelle altre zone di Milano (eccettuata la zona di San Gottardo) attorno alle mura non c'erano abitati, né siti da cui fornirsi, ma solo la campagna coltivata. 
I cittadini, talvolta irritati, a ragione o a torto, verso i rozzi venditori contadini, si vendicavano chiamandolo Borgh di goss, ossia "borgo dei gozzuti", caratteristica farsesca una volta affibbiata a contadini

## Chinatown
Chinatown è il nome attribuito nel gergo giornalistico (spesso in modo spregiativo), alla zona che va dal Municipio 1 di Milano e si estende anche fin dentro il Municipio 8, caratterizzata dalla notevole concentrazione di esercizi commerciali gestiti da membri della comunità cinese.
La presenza cinese a Milano ha avuto inizio intorno al 1920 con una massiccia immigrazione dalla regione dello Zhejiang, soprattutto dalla città di Wenzhou, dalla quale proviene circa il 90% delle persone cinesi residenti in Italia; nel capoluogo lombardo scelsero una zona che, per il particolare tessuto urbanistico, favoriva la concentrazione di laboratori nei cortili delle abitazioni. Già durante il fascismo il quartiere era chiamato "quartier generale dei cinesi".
Tradizionalmente invece, anche se la cosa non è veritiera, il primo cinese insediatovisi è stato il pellettiere Wang Sang (1919-2009), detto "Romanino", a Milano dal 1937, attivo anche nella mediazione culturale, citato dal poeta dialettale Sergio Gobbi nel verso Wang Sang prim cinese el derva bottega (Wang Sang primo cinese apre bottega).
Le prime attività, localizzate principalmente attorno a via Luigi Canonica furono legate alla lavorazione della seta, specialmente per la produzione di cravatte, favorita dalla vicinanza con gli impianti industriali del comasco. Durante la seconda guerra mondiale la lavorazione venne convertita in quella della pelle, al fine di fornire cinture militari ai contingenti italiani e tedeschi. Il commercio, principalmente all'ingrosso, era sostanzialmente monotematico, concentrato soprattutto sull'abbigliamento e la pelletteria.
Dalla fine degli anni novanta inizia il boom: l'area diventa un punto di riferimento per i cittadini cinesi non solo di Milano ma anche del resto della Lombardia. Nascono così supermercati, erboristerie/farmacie e librerie, esercizi in grado di soddisfare le richieste di prodotti cinesi da parte di una clientela cinese. Dagli anni 2000 l'attività si fa via via più ramificata, comprendendo pressoché qualsiasi forma di esercizio commerciale, non più solo all'ingrosso ma al dettaglio: negozi di abbigliamento, telefonia, alta tecnologia, fotografia, ottica; inoltre nascono molti negozi che offrono servizi, come assistenza e riparazione computer e telefoni cellulari, servizi per gli immigrati, agenzie viaggi, parrucchieri, estetisti, internet point e KTV (karaoke cinese).
Parallelamente all'esplosione del commercio al dettaglio, dal 1999 si è assistito anche al massiccio incremento del commercio all'ingrosso, insediatosi progressivamente al posto dei dettaglianti italiani, grazie al pagamento di buonuscite molto elevate per subentrare nei loro locali; questi esercizi si espandono lungo via Paolo Sarpi e nelle strade adiacenti del quartiere Canonica-Sarpi-Bramante.
Alla fine del 2014, la comunità cinese propose la realizzazione di due paifang alle estremità della strada, in modo analogo a quanto realizzato molte altre chinatown del mondo; tuttavia tale progetto non è stato ad oggi ancora realizzato.

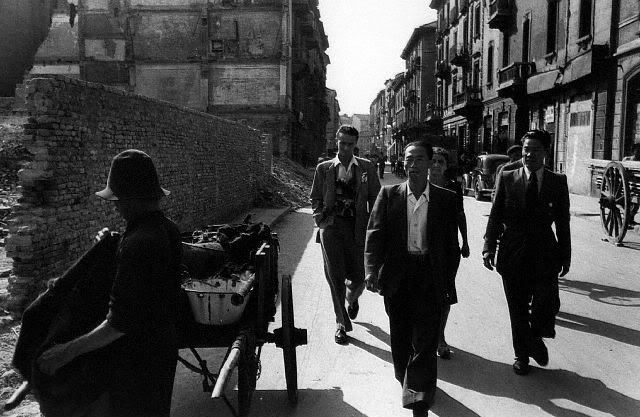
Via Rosmini vista da via Paolo Sarpi negli anni quaranta
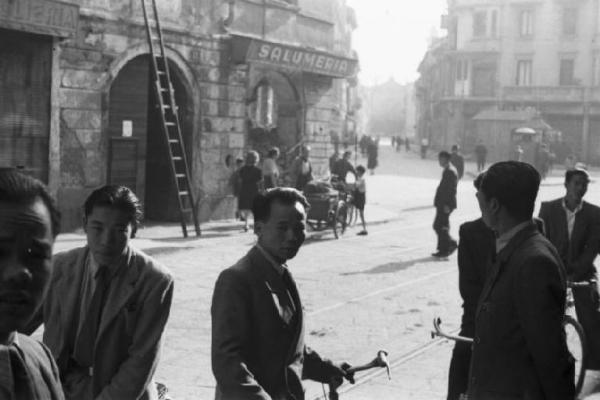
Piazza Ercole Luigi Morselli, negli anni quaranta

## Interventi del Comune di Milano

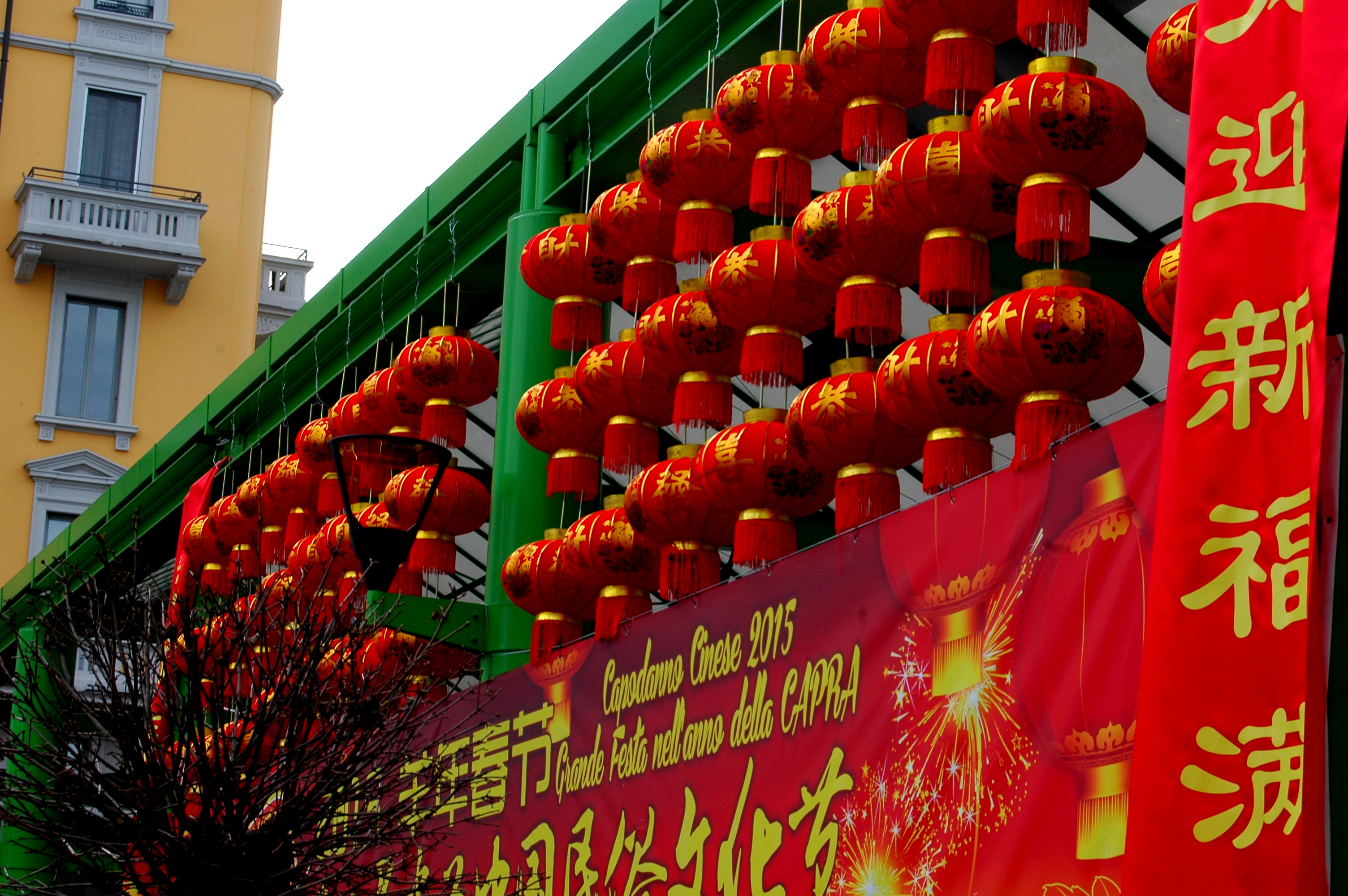
Quartiere cinese di Milano, piazza Antonio Gramsci

Le contraddittorie caratteristiche della presenza cinese nel quartiere Canonica-Sarpi di Milano hanno comportato la decisione comunale di operare per la delocalizzazione dei grossisti, creando una frizione tra l'amministrazione comunale e la comunità cinese, e tra questa e i residenti non cinesi nel quartiere.
Il 25 novembre 2000 si ebbe una prima manifestazione di protesta nella zona, ad opera del Comitato ViviSarpi. Diversamente da quanto spesso riferito, essa non era assolutamente in opposizione alla presenza cinese, bensì contro il degrado comportato dall'aumento del commercio all'ingrosso, con conseguente indebolimento del commercio di prossimità. Le proteste del comitato, ripetute nel tempo, ottennero che il Comune stabilisse nell'area una regolamentazione dell'orario in cui è permesso il carico e scarico delle merci nei magazzini e nei negozi, volto nella pratica a regolamentare le attività gestite dalla comunità del quartiere, sia essa italiana o cinese.
Il 12 aprile 2007 ebbe luogo una breve rivolta in strada della comunità cinese, con cariche della polizia e l'intervento del console cinese a Milano.
Alla fine del 2008 il Comune ha reso via Paolo Sarpi ZTL, ossia Zona a Traffico Limitato, mentre nel 2011 ha pedonalizzato la stessa via, rendendola una lunga passeggiata lastricata che congiunge Porta Volta con Corso Sempione.

## Caratteristiche del quartiere

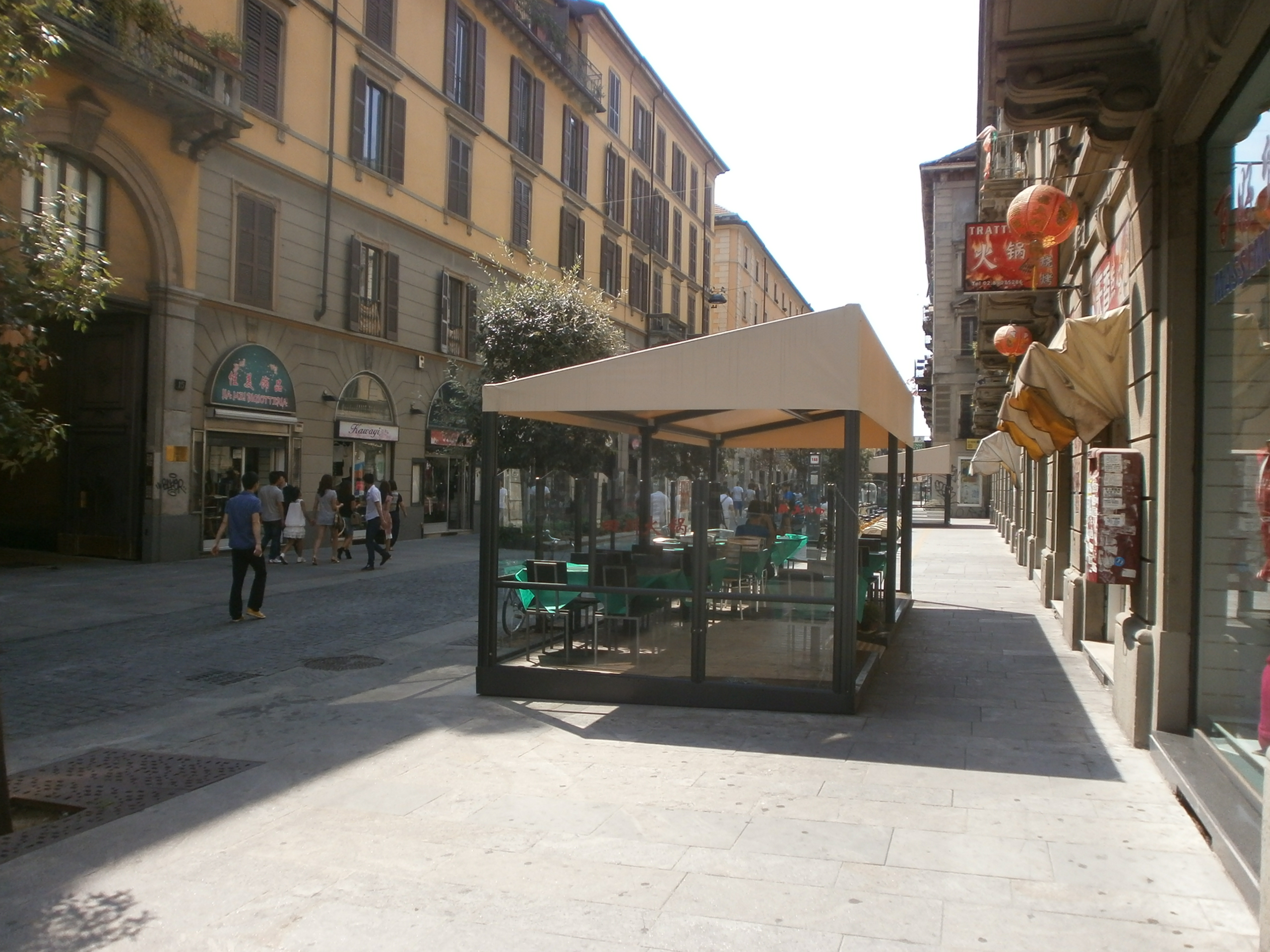
Via Paolo Sarpi

La massiccia presenza cinese, unita ai tipici ideogrammi per le strade, conferisce al quartiere una forte identità. Al suo interno si possono distinguere delle sotto-aree tipiche della zonizzazione presente nelle città cinesi. In particolare, la parte lungo via Paolo Sarpi e via Antonio Rosmini è specializzata in negozi di tecnologia, in abbigliamento al dettaglio e nell'alimentare (è presente pure un centro commerciale); quella lungo via Messina in parrucchieri e servizi per il corpo; quella lungo via Bramante in abbigliamento all'ingrosso. Per l'Expo del 2015, è stato pure inaugurato un hotel cinese, nel cuore del quartiere, tra le vie Rosmini e Sarpi.
Ogni anno è festeggiata la ricorrenza del capodanno cinese, durante il quale una coppia di draghi sfila per la via principale del quartiere (via Paolo Sarpi), addobbata per l'occasione. Il corteo si snoda da piazza Antonio Gramsci, all'estremità occidentale del quartiere, preceduto da danze e rulli di tamburi, e attira una folla di curiosi provenienti da ogni parte della città. Recentemente, inoltre, è stato promosso, sempre in piazza Gramsci, il China Film Festival, una rassegna all'aperto di film in lingua cinese sottotitolati in italiano.
Nel quartiere si trovano numerosi ristoranti cinesi della città, che offrono soprattutto la cucina dello Zhejiang. Recentemente hanno cominciato a fare la loro comparsa anche ristoranti specializzati in cucina del Sichuan, di Pechino e in hot pot. Si tratta di cucine diverse rispetto a quella dello Zhejiang, di norma quella più comune in Italia. In questi ultimi anni, anche per le recensioni delle più aggiornate guide turistiche, sta crescendo l'interesse turistico legato sia alla scoperta di una nuova forma di ristorazione cinese, sia alla possibilità di uno shopping di tipo diverso, più contenuto nei prezzi e più eccentrico.
Il quartiere ospita inoltre le redazioni di numerosi giornali in lingua cinese che vengono stampati nella periferia della città e distribuiti in tutta Italia. Uno dei più importanti è lo Europe China News.

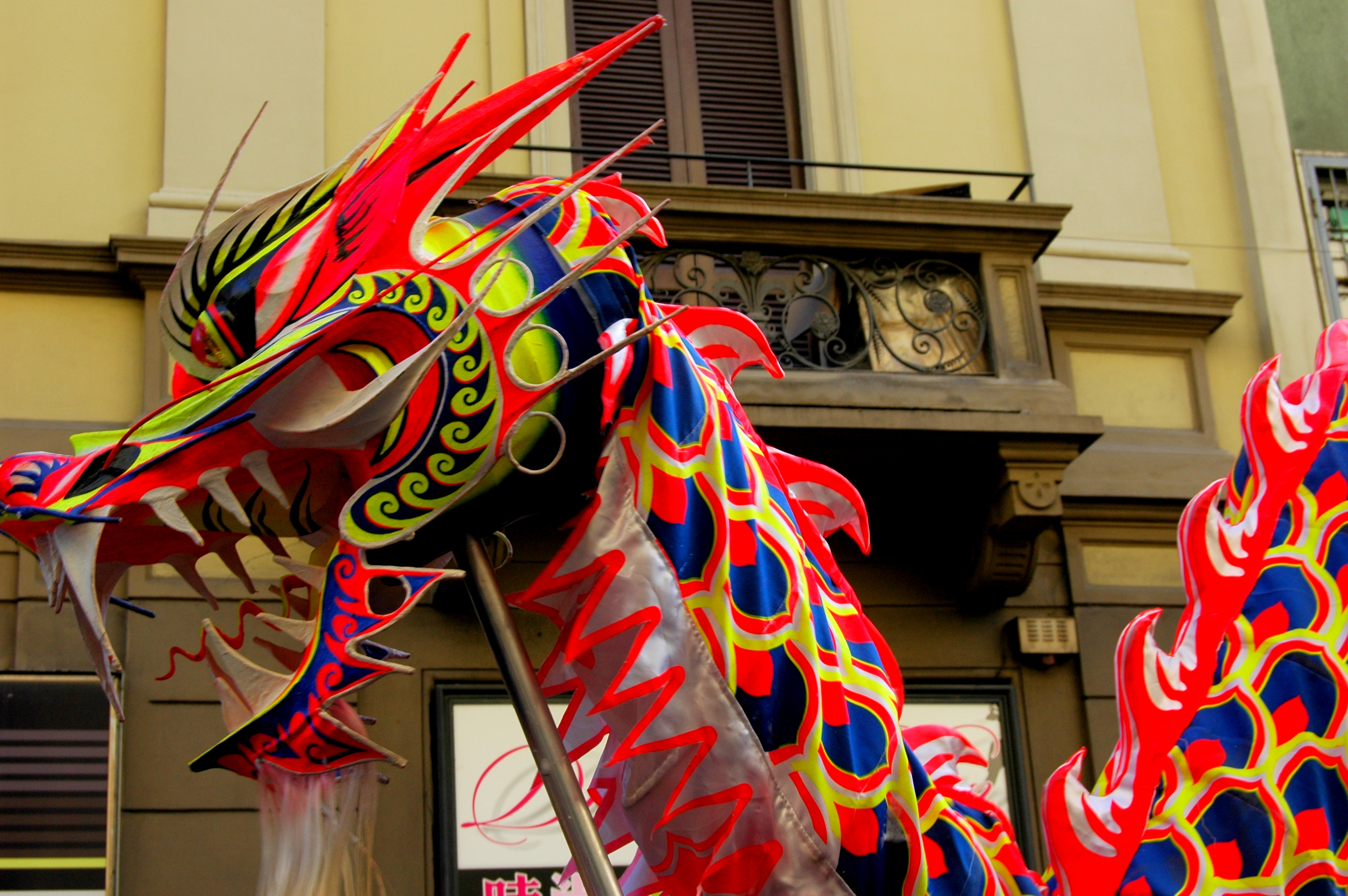
Milano, capodanno cinese, sfilata dei dragoni in via Paolo Sarpi

## Mafia e criminalità cinese
Nei primi anni duemila la Chinatown milanese ha fatto da sfondo ad alcuni fatti di cronaca nera tanto efferati quanto improvvisi che hanno svelato la presenza di bande mafiose dedite a reati come il controllo dell'immigrazione clandestina e del gioco d'azzardo, la gestione della prostituzione, il racket nei confronti di esercizi commerciali e lo spaccio di droghe sintetiche; il tutto perpetrato da cinesi esclusivamente ai danni di altri cinesi. Tutto questo ha visto l'ascesa e il declino di giovanissimi veri e propri boss quali Zhou Wei, detto "il Ballerino", assassinato nel 2007 nemmeno ventenne, Hu Libin, detto Limin, attivo tra Torino e Milano, assassinato ventiduenne nel 2009, e Hu Yun Xiao, detto Wenjie, macchiatosi nel 2015 dell'assassinio di un malavitoso in ascesa, il proprietario di un locale di karaoke Hu Xipu.